# 매천고등학교
매천고등학교(梅川高等學校)는 대한민국 대구광역시 북구 태전동에 있는 공립 고등학교이다.

## 학교 연혁
- 2006년 5월 25일 : 제184회 교육위원회 임시회에서 매천고등학교 설립인가(36학급, 남녀공학)
- 2008년 2월 12일 : 본관 지하 1층 및 지상 5층, 체육관 건물 준공
- 2008년 3월 1일 : 초대 이장일 교장 취임
- 2008년 3월 4일 : 제1회 입학식 10학급 총 351명 (남 176명, 여 175명)
- 2008년 10월 2일 : 개교기념일(제1회 개교기념식 행사)
- 2011년 2월 9일 : 제1회 졸업식(10학급 344명 남 170명, 여 174명)
- 2018년 2월 8일 : 제8회 졸업식(10학급 318명 남 155명, 여 163명, 졸업생 누계 2,939명)
- 2019년 11월 21일 : 미래교육공간(까페다락), 도서관(소담책방), 상상제작소(별별공작소) 개소
- 2020년 3월 2일 : 제6대 우병영 교장 취임
- 2022년 1월 27일 : 제12회 졸업식(졸업생 243명 남 105명, 여 138명)
- 2022년 3월 2일 : 제15회 입학식(8학급 219명 남 92명, 여 127명)

## 참고 자료
- 매천고등학교 - 한국교육학술정보원 학교알리미